# Aaker Sogn
Aaker Sogn ist eine Kirchspielsgemeinde (dän.: Sogn) auf der dänischen Insel Bornholm.
Bis 1970 gehörte sie zur Harde Bornholms Sønder Herred im damaligen Bornholms Amt, danach mit dem Wegfall der Hardenstruktur zur Åkirkeby Kommune im unveränderten Bornholms Amt, die wiederum zum Januar 2003 in der Bornholms Regionskommune aufgegangen ist. Die Regionskommune war zunächst – wie Kopenhagen und Frederiksberg – amtsfrei, also direkt dem Staat unterstellt, und wurde dann mit der Kommunalreform zum 1. Januar 2007 der Region Hovedstaden zugeordnet.

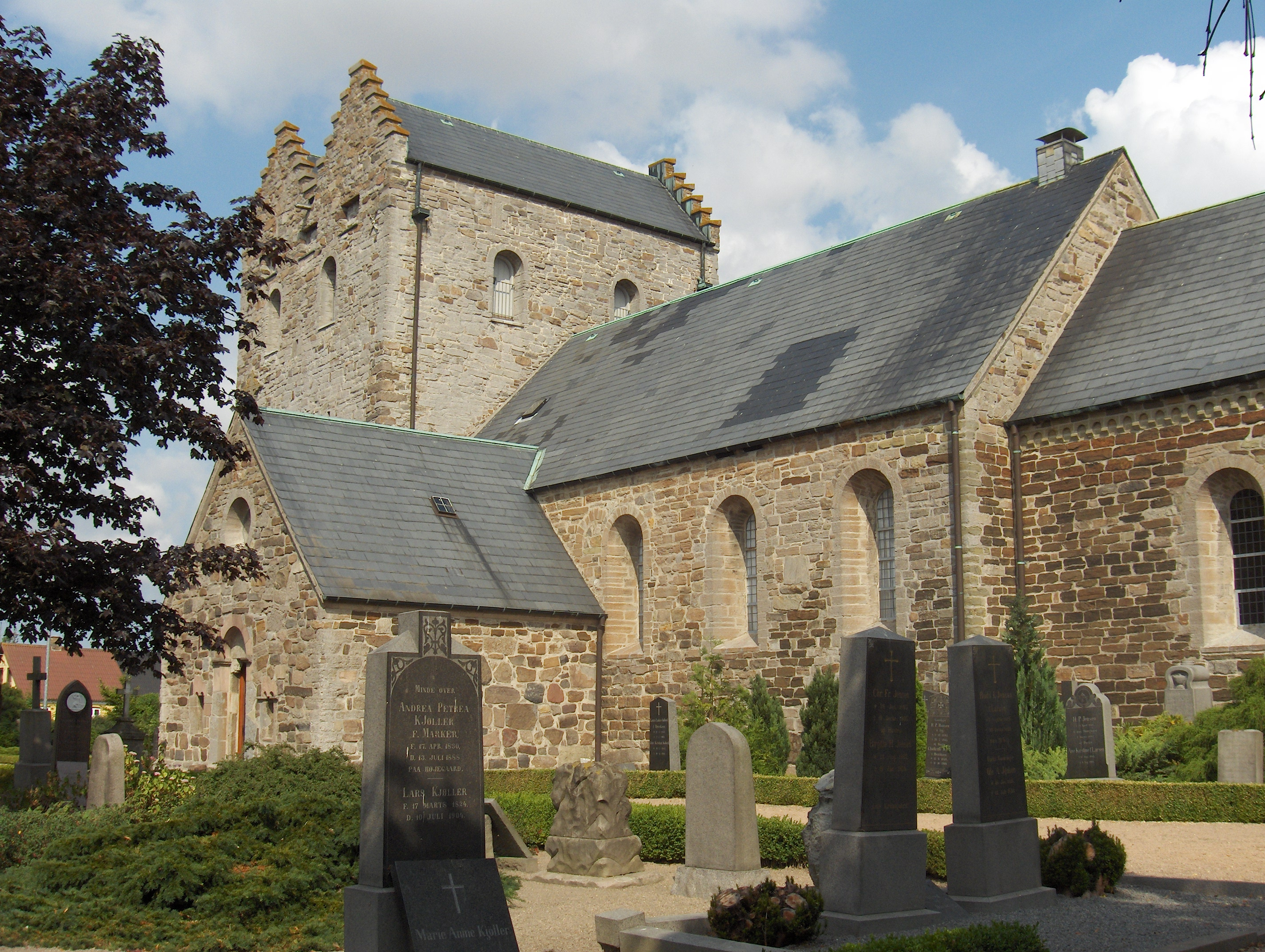
Aa Kirke

Im Kirchspiel leben 3225 Einwohner, davon 2092 im Kirchdorf Aakirkeby (Stand: 1. Januar 2023). Im Kirchspiel liegt die Kirche „Aa Kirke“.
Nachbargemeinden sind im Westen und Nordwesten Vestermarie Sogn, im Nordosten Østermarie Sogn und im Osten beide Teile des Pedersker Sogn und dazwischen Bodilsker Sogn.